# Dalmau I de Queralt
Dalmau de Queralt i de Rocabertí (1335 - 1387) va ser baró de Queralt i senyor de Santa Coloma, Utxafava, Bellver i Mont-roig. Casat amb Constança de Pinós (1355) i en segones núpcies amb Elionor de Perellós (1375). El 1354 és a Sardenya. El 1356, tot just iniciada la guerra de Pere III contra Castella, és un dels primers a prendre les armes. Li és encomanada la defensa de la frontera de València, on torna el 1357 amb reforços aplegats a Lleida sota les ordres de l'infant Pere, oncle del rei. La primera referència com a senyor de Santa Coloma de 1358, en una confirmació de privilegis a la comunitat jueva. El 1359 pren part a les Corts de Cervera. El 1363 reclama al rei que li sigui pagat el sou per la guerra de Castella. Amb el seu germà Guerau intervé el 1373 contra els intents d'invasió dels mercenaris de Jaume de Mallorca. El 1383 acut a les Corts de Montsó i és designat conseller i camarlenc del rei Pere III.
El 1368 encarrega a Pere Ciroll, de Santa Coloma, i Esteban de Burgos, d'Osca, la construcció d'un sepulcre per als seus pares, a l'església de Santa Maria de Bell-lloc. En ser cridat Esteban de Burgos a Poblet per Pere III, fou substituït per Pere Aguilar, escultor de la catedral de Lleida.